# Мотика
Мотика е селскостопански инструмент, използван за ръчна обработка на почвата. По начин на използване и тип на работата, която може да се свърши с нея, мотиката наподобява на хибрид между лопата и кирка. Металната част е подобна на тази на лопатата, а дръжката се прикрепя перпендикулярно към нея, както при кирката. Мотиката е много полезна в градинарството. Служи за разораване на земята около растения, изкореняване на плевели, а също за прокопаване на тесни и плитки канали, където се сеят семена или се пуска вода за напояване. Металната част се изработва от стомана, а дръжката от дърво. Основната обработка на почвата, която се прави с мотиката, може да се сравни с фрезоване, извършвано от селскостопански машини.
Формата и големината ѝ е изключително разнообразна. Тя зависи от начина и мястото ѝ на употреба. Стандартната форма на мотика, която се е наложила в България, наподобява по форма на латинската буква „D“ обърната с изпъкналата част надолу. Долната част е заострена, за да може да разсича пластове на почвата, корени, растения и др. Съществуват мотики без странични зъбци, комбинирани със зъбци подобно на вилица, с тясно тяло за копаене и много други варианти, наложени в практиката и познати като калестир, чапа, дикел.

## Археология
Мотиката е един от най-древните използвани инструменти и вероятно е възникнал с развитието на земеделкото общество и нуждата от инструменти за обработка на земята. Позната е от времето на Древен Рим и макар да съществува в различни форми и се е адаптирала към условията на отделните райони, е стигнала и до наши дни. В Древен Египет е била предимно земеделски уред, а през XIX век в Европа бързо се налага в градинарството.
Предпочитана и използвана е при археологически разкопки, особено в Англия. Макар да не е толкова прецизен инструмент като традиционните археологически инструменти, тя е много удобна и върши работата по-бързо при разчистване на относително големи райони, където археолозите имат интерес да копаят.
Подобно на сърпа, символизира селския пролетариат и се намира на знамето на някои страни, като например това на Мозамбик.